# Winisk
De Winisk is een rivier in Canada met een lengte van 475 km die uitmondt in de Hudsonbaai.
Het debiet bedraagt 694 m³/s. Het stroomgebied heeft een oppervlakte van 67.300 km². Zijrivieren zijn de Asheweig en de Shamattawa.